# Gregory Jbara
Gregory Jbara, född 28 september 1961 i Westland i Michigan, är en amerikansk skådespelare och sångare. 

## Filmografi i urval
- 1988 – Crocodile Dundee II
- 1996 – En underbar dag
- 1997 – Ute eller inte
- 1998 – The Drew Carey Show (TV-serie)
- 1998 – Kära Susan (TV-serie)
- 1999 – The Out-of-Towners
- 1999 – En midsommarnattsdröm
- 1999 – Frasier (TV-serie)
- 1999–2008 – Family Guy (TV-serie) (röst)
- 2001 – Malcolm - ett geni i familjen (TV-serie)
- 2001 – Ally McBeal (TV-serie)
- 2002 – Jordan, rättsläkare (TV-serie)
- 2002 – Providence (TV-serie)
- 2003 – Vita huset (TV-serie)
- 2004 – Vänner (TV-serie)
- 2010 – Remember Me